# Litouwen op de Olympische Zomerspelen 2008
Litouwen nam deel aan de Olympische Zomerspelen 2008 in Peking, China. Litouwen debuteerde op de Zomerspelen in 1924 en deed in 2008 voor de zevende keer mee. Het recordaantal medailles van vijf uit 2000 werd geëvenaard, maar er werd geen goud behaald.

## Medailleoverzicht
| Sport            | Olympiër               | Discipline                | Medaille |
| ---------------- | ---------------------- | ------------------------- | -------- |
| Moderne vijfkamp | Edvinas Krungolcas     | mannen                    | Zilver   |
| Worstelen        | Mindaugas Mizgaitis *  | -120kg Grieks-Romeins (m) | Zilver   |
| Zeilen           | Gintare Volungeviciute | Laser radial (v)          | Zilver   |
| Atletiek         | Virgilijus Alekna      | discuswerpen (m)          | Brons    |
| Moderne vijfkamp | Andrejus Zadneprovskis | mannen                    | Brons    |

* Op 17 november 2016 werd de bronzenplak van Mizgaitis omgezet naar zilver.

## Deelnemers en resultaten

### Atletiek
| Olympiër             | Discipline             | Resultaat | Prestatie                                                                      |
| -------------------- | ---------------------- | --------- | ------------------------------------------------------------------------------ |
| Vitalij Kozlov       | 800m (m)               | 48e       | serie 3: 6de in 1.48,96                                                        |
| Marius Žiūkas        | 20km snelwandelen (m)  | 35e       | 1:25.36                                                                        |
| Darius Škarnulis     | 50km snelwandelen (m)  | DSQ       | gediskwalificeerd                                                              |
| Donatas Škarnulis    | 50km snelwandelen (m)  | DNF       | niet gefinisht                                                                 |
| Tadas Šuškevičius    | 50km snelwandelen (m)  | 32e       | 4:02.45                                                                        |
| Virgilijus Alekna    | discuswerpen (m)       | Brons     | kwalificatie groep A: 2de met 65,84m finale: 3de met 67,79m                    |
|                      |                        |           |                                                                                |
| Lina Grinčikaitė     | 100m (v)               | 14e       | serie 4: 3de in 11,43 kwartfinale 5: 2de in 11,33 halve finale 1: 6de in 11,50 |
| Eglė Balčiūnaitė     | 800m (v)               | 22e       | serie 6: 4de in 2.00,15 halve finale 2: 7de in 2.02,59                         |
| Rasa Troup           | 3000m steeplechase (v) | 19e       | serie 3: 7de in 9.30,21 (NR)                                                   |
| Živilė Balčiünaité   | marathon (v)           | 12e       | 2:29.33                                                                        |
| Rasa Drazdauskaitė   | marathon (v)           | 37e       | 2:35.09                                                                        |
| Sonata Milušauskaitė | 20km snelwandelen (v)  | 16e       | 1:30.26                                                                        |
| Kristina Saltanovič  | 20km snelwandelen (v)  | 19e       | 1:31.03                                                                        |
| Karina Vnukova       | hoogspringen (v)       | 20e       | kwalificatie groep A: 9de met 1,85m                                            |
| Zinaida Sendriūtė    | discuswerpen (v)       | 33e       | kwalificatie groep B: 15de met 54,81m                                          |
| Inga Stasiulionytė   | speerwerpen (v)        | 32e       | kwalificatie groep A: 15de met 55,66m                                          |
| Austra Skujytė       | zevenkamp (v)          | DNF       | niet gefinisht                                                                 |
| Viktorija Žemaitytė  | zevenkamp (v)          | DNF       | niet gefinisht                                                                 |

### Badminton
| Olympiër            | Discipline    | Resultaat | Prestatie |
| ------------------- | ------------- | --------- | --- |
| Kęstutis Navickas   | enkelspel (m) | 9e        | 1ste ronde: W van ESP Abián: 2-1 (23-21, 12-21, 21-9) 2de ronde: W van RUS Pukhov: 2-0 (21-12, 21-17) 3de ronde: V van MAS Lee: 0-2 (5-21, 7-21) |
|                     |               |           | |
| Akvilė Stapušaitytė | enkelspel (v) | 17e       | 1ste ronde: vrij 2de ronde: V van DEN Rasmussen: 0-2 (6-21, 8-21)                                                                                |

### Basketbal
| Olympiër | Discipline | Resultaat | Prestatie |
| --- | ---------- | --------- | --- |
| Darjuš Lavrinovič Kšištof Lavrinovič Mindaugas Lukauskis Jonas Mačiulis Marijonas Petravičius Marius Prekevičius Ramūnas Šiškauskas Simas Jasaitis Šarūnas Jasikevičius Robertas Javtokas Rimantas Kaukėnas Linas Kleiza | mannen     | 4e        | groep A: 1ste W van Argentinië: 79-75 W van Iran: 99-67 W van Rusland: 86-79 W van Kroatië: 86-73 V van Australië: 75-106 kwartfinale: W van China: 94-68 halve finale: V van Spanje: 86-91 bronzen finale: V van Argentinië: 75-87 |

| Groep A |            |             |             |             |        |        |        |        |
| #       | Land       | Wedstrijden | Wedstrijden | Wedstrijden | Punten | Punten | Punten | Punten |
| #       | Land       | G           | W           | V           | V      | T      | Saldo  | Punten |
| 1       | Litouwen   | 5           | 4           | 1           | 425    | 400    | +25    | 9      |
| 2       | Argentinië | 5           | 4           | 1           | 425    | 361    | +64    | 9      |
| 3       | Kroatië    | 5           | 3           | 2           | 399    | 380    | +19    | 8      |
| 4       | Australië  | 5           | 3           | 2           | 457    | 405    | +52    | 8      |
| 5       | Rusland    | 5           | 1           | 4           | 387    | 406    | -19    | 6      |
| 6       | Iran       | 5           | 0           | 5           | 323    | 464    | -141   | 5      |

| Ronde          | Datum  | Plaats    | Land   | Score      | Land |
| -------------- | ------ | --------- | ------ | ---------- | ---- |
| Groepsfase     |        |           |        |            |      |
| 10 augustus    | Peking | Litouwen  | 79-75  | Argentinië |      |
| 12 augustus    | Peking | Iran      | 67-99  | Litouwen   |      |
| 14 augustus    | Peking | Litouwen  | 86-79  | Rusland    |      |
| 16 augustus    | Peking | Kroatië   | 73-86  | Litouwen   |      |
| 18 augustus    | Peking | Australië | 106-75 | Litouwen   |      |
| Kwartfinale    |        |           |        |            |      |
| 20 augustus    | Peking | Litouwen  | 94-68  | China      |      |
| Halve finale   |        |           |        |            |      |
| 22 augustus    | Peking | Spanje    | 91-86  | Litouwen   |      |
| Bronzen finale |        |           |        |            |      |
| 24 augustus    | Peking | Litouwen  | 75-87  | Argentinië |      |

### Boksen
| Olympiër              | Discipline | Resultaat | Prestatie                                                                                         |
| --------------------- | ---------- | --------- | ------------------------------------------------------------------------------------------------- |
| Egidijus Kavaliauskas | -64kg (m)  | 17e       | 1ste ronde: V van FRA Vastine: 2-13                                                               |
| Daugirdas Šemiotas    | -81kg (m)  | 17e       | 1ste ronde: V van KAZ Shynaliyev: 3-11                                                            |
| Jaroslavas Jakšto     | +91kg (m)  | 5e        | 1ste ronde: W van NGR Ehwareme: 11-1 kwartfinale: V van GBR Price: scheidsrechterlijke beslissing |

### Gewichtheffen
| Olympiër            | Discipline | Resultaat | Prestatie                                           |
| ------------------- | ---------- | --------- | --------------------------------------------------- |
| Ramūnas Vyšniauskas | -105kg (m) | DNF       | trekken: 10de met 180kg stoten: geen geldige poging |

### Gymnastiek
| Olympiër          | Discipline               | Resultaat | Prestatie                             |
| ----------------- | ------------------------ | --------- | ------------------------------------- |
| Jelena Zanevskaja | individuele meerkamp (v) | 54e       | kwalificatie: 54ste met 53,950 punten |

### Judo
| Olympiër      | Discipline | Resultaat | Prestatie                                           |
| ------------- | ---------- | --------- | --------------------------------------------------- |
| Albert Techov | -60kg (m)  | 21e       | 1ste ronde: vrij 2de ronde: V van VEN Guédez: ippon |

### Kanovaren
| Olympiër                           | Discipline   | Resultaat | Prestatie                                              |
| ---------------------------------- | ------------ | --------- | ------------------------------------------------------ |
| Tomas Gadeikis Raimundas Labuckas  | C-2 500m (m) | 10e       | serie 1: 4de in 1.42,803 halve finale: 4de in 1.43,299 |
| Egidijus Balčiūnas Alvydas Duonėla | K-2 500m (m) | 11e       | serie 1: 5de in 1.31,232 halve finale: 5de in 1.32,887 |

### Moderne vijfkamp
| Olympiër               | Discipline | Resultaat | Prestatie   |
| ---------------------- | ---------- | --------- | ----------- |
| Edvinas Krungolcas     | mannen     | Zilver    | 5548 punten |
| Andrejus Zadneprovskis | mannen     | Brons     | 5524 punten |
|                        |            |           |             |
| Laura Asadauskaitė     | vrouwen    | 15e       | 5392 punten |
| Donata Rimšaitė        | vrouwen    | 13e       | 5436 punten |

### Roeien
| Olympiër            | Discipline | Resultaat | Prestatie |
| ------------------- | ---------- | --------- | --- |
| Mindaugas Griškonis | skiff (m)  | 8e        | serie 4: 2de in 7.28,05 kwartfinale 2: 2de in 6.54,47 halve finale 2: 6de in 7.20,32 finale B: 2de in 7.09,23 |

### Schietsport
| Olympiër             | Discipline | Resultaat | Prestatie                                                            |
| -------------------- | ---------- | --------- | -------------------------------------------------------------------- |
| Daina Gudzinevičiūtė | trap (v)   | 5e        | kwalificatie: 5de met 69 punten (23-24-22) finale: 5de met 86 punten |

### Tafeltennis
| Olympiër                       | Discipline    | Resultaat | Prestatie |
| ------------------------------ | ------------- | --------- | --- |
| Rūta Garkauskaitė-Paškauskienė | enkelspel (v) | 33e       | voorronde: W van BRA Nonaka: 4-0 (11-3, 11-6, 15-13, 11-3) 1ste ronde: W van PRK Kim: 4-3 (11-5, 9-11, 3-11, 11-5, 11-5, 6-11, 11-5) 2de ronde: V van HUN Toth: 3-4 (11-8, 5-11, 8-11, 6-11, 11-4, 11-6, 3-11) |

### Wielersport
| Olympiër               | Discipline                    | Resultaat | Prestatie |
| Baan                   | Baan                          | Baan      | Baan |
| ---------------------- | ----------------------------- | --------- | --- |
| Simona Krupeckaitė     | sprint (v)                    | 8e        | kwalificatie: 5de in 11,222 serie 5: V van USA Reed herkansingen: 1ste in 12,123 kwartfinale: V van GBR Pendleton: 0-2 5-8ste plek: 4de |
| Svetlana Pauliukaitė   | individuele achtervolging (v) | 12e       | kwalificatie: 12de in 3.45,691 |
| Vilija Sereikaitė      | individuele achtervolging (v) | 6e        | kwalificatie: 6de in 3.36,063 |
| Svetlana Pauliukaitė   | puntenkoers (v)               | 12e       | 2 punten |
| Weg                    |                               |           | |
| Dainius Kairelis       | wegwedstrijd (m)              | 74e       | 6:39.42 |
| Ignatas Konovalovas    | wegwedstrijd (m)              | 29e       | 6:26.17 |
|                        |                               |           | |
| Edita Pučinskaitė      | tijdrit (v)                   | 23e       | 38.55,37 |
| Edita Pučinskaitė      | wegwedstrijd (m)              | 9e        | 3:32.45 |
| Jolanta Polikevičiūtė  | wegwedstrijd (m)              | 12e       | 3:32.45 |
| Modesta Vžesniauskaitė | wegwedstrijd (m)              | 27e       | 3:33.17 |

### Worstelen
| Olympiër              | Discipline     | Resultaat      | Prestatie |
| Grieks-Romeins        | Grieks-Romeins | Grieks-Romeins | Grieks-Romeins |
| --------------------- | -------------- | -------------- | --- |
| Aleksandr Kazakevič   | -66kg (m)      | 15e            | kwalificatie: V van BLR Siamionau: 1-3 |
| Valdemaras Venckaitis | -74kg (m)      | 14e            | kwalificatie: vrij 1ste ronde: V van PER Barrera: 1-3 |
| Mindaugas Ežerskis    | -96kg (m)      | 7e             | kwalificatie: W van IRI Rezaei: 3-1 1ste ronde: V van RUS Khushtov: 1-3 herkansingen: V van KAZ Mambetov: 1-3                                                                |
| Mindaugas Mizgaitis   | -120kg (m)     | Zilver         | kwalificatie: vrij 1ste ronde: W van TUR Kayaalp: 3-1 kwartfinale: V van RUS Baroev: 3-1 herkansingen: W van IRI Hashemzadeh: 3-1 bronzen finale: W van FRA Szczepaniak: 3-1 |

### Zeilen
| Olympiër                       | Discipline       | Resultaat | Prestatie                          |
| ------------------------------ | ---------------- | --------- | ---------------------------------- |
| Gintarė Volungevičiūtė-Scheidt | Laser radial (v) | Zilver    | 42 punten: (3-13-8-1-1-4-21-6-4-2) |

### Zwemmen
| Olympiër              | Discipline           | Resultaat | Prestatie                                               |
| --------------------- | -------------------- | --------- | ------------------------------------------------------- |
| Rolandas Gimbutis     | 50m vrije slag (m)   | 58e       | serie 8: 8ste in 24,36                                  |
| Paulius Viktoravičius | 100m vrije slag (m)  | 28e       | serie 5: 3de in 49,27                                   |
| Saulius Binevičius    | 200m vrije slag (m)  | 47e       | serie 3: 7de in 1.51,80                                 |
| Vytautas Janušaitis   | 100m rugslag (m)     | 32e       | serie 3: 8ste in 55,65                                  |
| Giedrius Titenis      | 100m schoolslag (m)  | 12e       | serie 9: 2de in 1.00,11 halve finale 1: 7de in 1.00,66  |
| Edvinas Dautartas     | 200m schoolslag (m)  | 31e       | serie 1: 1ste in 2.13,11                                |
| Rimvydas Šalčius      | 100m vlinderslag (m) | 34e       | serie 3: 1ste in 52,90 (NR)                             |
| Vytautas Janušaitis   | 200m wisselslag (m)  | 15e       | serie 6: 4de in 1.59,63 halve finale 2: 8ste in 2.00,76 |
|                       |                      |           |                                                         |
| Rugilė Mileišytė      | 50m vrije slag (v)   | 39e       | serie 6: 1ste in 26,19                                  |
| Raminta Dvariškytė    | 200m schoolslag (v)  | 35e       | serie 1: 1ste in 2.33,32                                |

Afghanistan · Albanië · Algerije · Amerikaanse Maagdeneilanden · Amerikaans-Samoa · Andorra · Angola · Antigua en Barbuda · Argentinië · Armenië · Aruba · Australië · Azerbeidzjan · Bahama's · Bahrein · Bangladesh · Barbados · België · Belize · Benin · Bermuda · Bhutan · Bolivia · Bosnië en Herzegovina · Botswana · Brazilië · Britse Maagdeneilanden · Bulgarije · Burkina Faso · Burundi · Cambodja · Canada · Centraal-Afrikaanse Republiek · Chili · China · Chinees Taipei · Colombia · Comoren · Congo-Brazzaville · Congo-Kinshasa · Cookeilanden · Costa Rica · Cuba · Cyprus · Denemarken · Djibouti · Dominica · Dominicaanse Republiek · Duitsland · Ecuador · Egypte · El Salvador · Equatoriaal-Guinea · Eritrea · Estland · Ethiopië · Fiji · Filipijnen · Finland · Frankrijk · Gabon · Gambia · Georgië · Ghana · Grenada · Griekenland · Groot-Brittannië · Guam · Guatemala · Guinee · Guinee‑Bissau · Guyana · Haïti · Honduras · Hongarije · Hongkong · Ierland · IJsland · India · Indonesië · Irak · Iran · Israël · Italië · Ivoorkust · Jamaica · Japan · Jemen · Jordanië · Kaaimaneilanden · Kaapverdië · Kameroen · Kazachstan · Kenia · Kirgizië · Kiribati · Koeweit · Kroatië · Laos · Lesotho · Letland · Libanon · Liberia · Libië · Liechtenstein · Litouwen · Luxemburg · Macedonië · Madagaskar · Malawi · Malediven · Maleisië · Mali · Malta · Marshalleilanden · Marokko · Mauritanië · Mauritius · Mexico · Micronesië · Moldavië · Monaco · Mongolië · Montenegro · Mozambique · Myanmar · Namibië · Nauru · Nederland · Nederlandse Antillen · Nepal · Nicaragua · Nieuw-Zeeland · Niger · Nigeria · Noord-Korea · Noorwegen · Oeganda · Oekraïne · Oezbekistan · Oman · Oostenrijk · Oost‑Timor · Pakistan · Palau · Palestina · Panama · Papoea-Nieuw-Guinea · Paraguay · Peru · Polen · Portugal · Puerto Rico · Qatar · Roemenië · Rusland · Rwanda · Saint Kitts en Nevis · Saint Lucia · Saint Vincent en Grenadines · Salomonseilanden · Samoa · San Marino · Sao Tomé en Principe · Saoedi-Arabië · Senegal · Servië · Seychellen · Sierra Leone · Singapore · Slovenië · Slowakije · Soedan · Somalië · Spanje · Sri Lanka · Suriname · Swaziland · Syrië · Tadzjikistan · Tanzania · Thailand · Togo · Tonga · Trinidad en Tobago · Tsjaad · Tsjechië · Tunesië · Turkije · Turkmenistan · Tuvalu · Uruguay · Vanuatu · Venezuela · Verenigde Arabische Emiraten · Verenigde Staten · Vietnam · Wit-Rusland · Zambia · Zimbabwe · Zuid-Afrika · Zuid-Korea · Zweden · Zwitserland
Uitgesloten van deelname: Brunei